# Castor-Bewegungshaufen
Der Castor-Bewegungshaufen ist eine Sternassoziation, die aus einer Anzahl von Sternen besteht, die alle etwa gleiche Geschwindigkeit haben und einem gemeinsamen Ursprung entstammen. Die Sterne, die als Teil der Gruppe identifiziert wurden, sind Castor, Fomalhaut, Wega, α Cephei und α Librae, die alle auch ein ähnliches Alter haben.

## Entdeckungen und Bestandteile
Der Castor-Bewegungshaufen wurde erstmals von J. P. Anosova und V. V. Orlov im Jahre 1990 vorgeschlagen. Anosova und Orlov schlugen ursprünglich 15 Mitglieder als Bestandteil der Gruppe vor. Eine neuere Studie von B. Barrado y Navascues erkennt 16 Mitglieder an, weist jedoch auch auf weiter bestehende Unsicherheiten hin.

### Sterne des Castor-Bewegungshaufens
- 14 Leporis
- α Cephei
- α1 Librae
- α2 Librae
- Castor
- Fomalhaut
- Gliese 226.2
- Gliese 255
- Gliese 351
- Gliese 521.2
- Gliese 755
- Gliese 879
- κ Phoenicis
- Wega

## Referenzen
- J. P. Anosova, V. V. Orlov: The dynamical evolution of the nearby multiple stellar systems ADS 48, ADS 6175 (Alpha Geminorum = Castor), Alpha Centauri, and ADS 9909 (Xi Scorpii). In: Astronomy & Astrophysics. 252. Jahrgang, Dezember 1991, S. 123–126, bibcode:1991A&A...252..123A.
- D. Barrado y Navascues: The Castor Moving Group: The age of Fomalhaut and Vega. In: Astronomy & Astrophysics. 339. Jahrgang, 1998, S. 831–839, arxiv:astro-ph/9905243.